# الجماعة الإسلامية البنغالية
الجماعة الإسلامية البنغالية هي حركة إسلامية تنشط في بنغلادش وهي امتداد للجماعة الإسلامية الباكستانية التي أسسها أبو الأعلى المودودي عام 1941م خلال الانتداب البريطاني للهند وهي محظورة في بنغلاديش منذ أغسطس 2013م بعد اتهامها بارتكاب مجازر في حق البنغال الهندوس أيام حرب الانفصال عن باكستان في السبعينات وحكم على الكثير من قادتها بالاعدام والسجن المؤبد ، مثل الزعيم السابق غلام أعظم ونفذ حكم الإعدام مؤخرا بزعيم الجماعة مطيع الرحمن نظامي .

## الانتخابات
أول انتخابات دخلتها الجماعة سنة 1978م ولم يسمح لها بالمشاركة، وبعدها في انتخابات 1986م حصلت على ست مقاعد وفي انتخابات 1991م فازت بـ18 مقعد وفي 1996م فازت بـ3 مقاعد وفي 2001م بـ17 مقعداً منافسة لحزب رابطة عوامي الحاكم.

## مقال على صلة
- الجماعة الإسلامية المصرية
- الجماعة الإسلامية الباكستانية